# Cesta tří králů
Cesta tří králů je český animovaný televizní seriál z roku 2002 vysílaný v rámci Večerníčku. Námět i scénář napsal Oldřich Selucký. Kameru obstaral Ondřej Všetíček. Hudbu zkomponoval Jérome Boudin, výtvarně seriál zabezpečila Zdena Krejčová. Seriál namluvil Marek Eben. Střih zabezpečila Věra Benešová. Režii se věnoval Pavel Kubant. Bylo natočeno 8 epizod, v délce po 7 až 8 minutách.
Zajímavostí je, že původně byl seriál natočen pro francouzskou CFRT, tvůrcem byla společnost Imago Praha, která točila ploškovou technologií snímanou ve více plánech.
Animovaný seriál byl inspirován legendárním putováním Tří králů za narozeným Ježíškem do Betléma a přináší jednoduché zpracování známých biblických motivů…

## Seznam dílů
1. Kašpar
2. Melichar
3. Baltazar
4. Setkání
5. Nemocná princezna
6. Zlatý pták
7. Za hvězdou
8. Znovu na cestu